# The Lucky Transfer
The Lucky Transfer è un cortometraggio muto del 1915 diretto da Tod Browning, qui alla sua prima regia.
Per Tom Wilson, un attore che girerà nella sua carriera 272 pellicole, questo è il quarto film. Aveva debuttato nello stesso anno ne La nascita di una nazione dove era stato anche aiuto regista di Griffith.

## Produzione
Il film fu prodotto dalla Reliance Film Company.

## Distribuzione
Distribuito dalla Mutual, il film - un cortometraggio di circa dieci minuti - uscì nelle sale cinematografiche degli Stati Uniti il 10 marzo 1915.